# ان‌جی‌سی ۳۰۷۹
ان‌جی‌سی ۳۰۷۹ (به انگلیسی: NGC 3079) یک کهکشان مارپیچی میله‌ای در فاصله ۵۰ میلیون سال نوری در صورت فلکی خرس بزرگ است و به نظر می‌رسد یک حباب در مرکز خود داشته باشد .